# Gi-eok
Gi-eok (기억?, lett. Memoria; titolo internazionale Memory) è una serie televisiva sudcoreana trasmessa su tvN dal 18 marzo al 7 maggio 2016.

## Trama
All'avvocato Park Tae-suk viene diagnosticato l'Alzheimer. Mentre la sua memoria inizia a svanire, l'uomo mette a rischio la sua vita per un ultimo caso.

## Personaggi
- Park Tae-suk, interpretato da Lee Sung-min
- Seo Yeong-joo, interpretata da Kim Ji-soo
- Jung Jin, interpretato da Lee Jun-ho
- Bong Sun-hwa, interpretata da Yoon So-hee
- Na Eun-sun, interpretata da Park Jin-hee
- Shin Young-jin, interpretato da Lee Ki-woo
- Kim Soon-hee, interpretata da Ban Hyo-jung
- Park Chul-min, interpretato da Jang Gwang
- Park Jung-woo, interpretato da Nam Da-reum
- Park Yeon-woo, interpretata da Kang Ji-woo
- Lee Chan-moo, interpretato da Jeon No-min
- Hwang Tae-sum, interpretato da Moon Sook
- Han Jung-won, interpretata da Song Seon-mi
- Kim Je-hoon, interpretato da Song Sam-dong
- Kang Yoo-bin, interpretato da Heo Jung-do
- Lee Seung-ho, interpretato da Yeo Hoe-hyun
- Cha Won-suk, interpretato da Park Joo-hyung
- Jang Mi-rim, interpretata da Park Joon-geum
- Joo Jae-min, interpretato da Choi Duk-moon
- Joo Sang-pil, interpretato da Kim Min-sang
- Kim Chang-soo, interpretato da Yoon Kyung-ho
- Shin Hwa-sik, interpretato da Lee Jung-gil
- Yoon Sun-hee, interpretata da Song Ji-in

## Ascolti
| Episodio | Data di trasmissione | Dati AGB | Dati TNMS |
| -------- | -------------------- | -------- | --------- |
| 1        | 18 marzo 2016        | 3,806%   | 3,2%      |
| 2        | 19 marzo 2016        | 3,359%   | 3,2%      |
| 3        | 25 marzo 2016        | 2,423%   | 3,6%      |
| 4        | 26 marzo 2016        | 2,937%   | 2,4%      |
| 5        | 1 aprile 2016        | 2,869%   | 2,6%      |
| 6        | 2 aprile 2016        | 2,162%   | 1,7%      |
| 7        | 8 aprile 2016        | 2,565%   | 2,7%      |
| 8        | 9 aprile 2016        | 2,965%   | 1,9%      |
| 9        | 15 aprile 2016       | 2,900%   | 2,4%      |
| 10       | 16 aprile 2016       | 3,004%   | 2,7%      |
| 11       | 22 aprile 2016       | 2,462%   | 2,2%      |
| 12       | 23 aprile 2016       | 3,076%   | 1,9%      |
| 13       | 29 aprile 2016       | 2,981%   | 2,4%      |
| 14       | 30 aprile 2016       | 2,750%   | 1,7%      |
| 15       | 6 maggio 2016        | 2,881%   | 2,4%      |
| 16       | 7 maggio 2016        | 3,619%   | 2,4%      |
| Media    | Media                | 2,922%   | 2,5%      |

## Colonna sonora
1. If You Live Again (다시 산다면) – Kim Feel
2. If You Live Again (Inst.) (다시 산다면)